# Opposition (politique)
Pour les articles homonymes, voir Opposition.
En politique, l'opposition est l'ensemble des mouvements qui contestent les décisions des détenteurs du pouvoir, ou l'ensemble des mouvements et des partis qui s'opposent aux forces politiques qui dirigent l'État. Dans un régime représentatif (avec un parlement élu des citoyens), l'opposition est l'ensemble des partis qui n'appartiennent pas à la majorité parlementaire ou à la coalition au pouvoir[réf. nécessaire].

## Opposition parlementaire

### Royaume-Uni

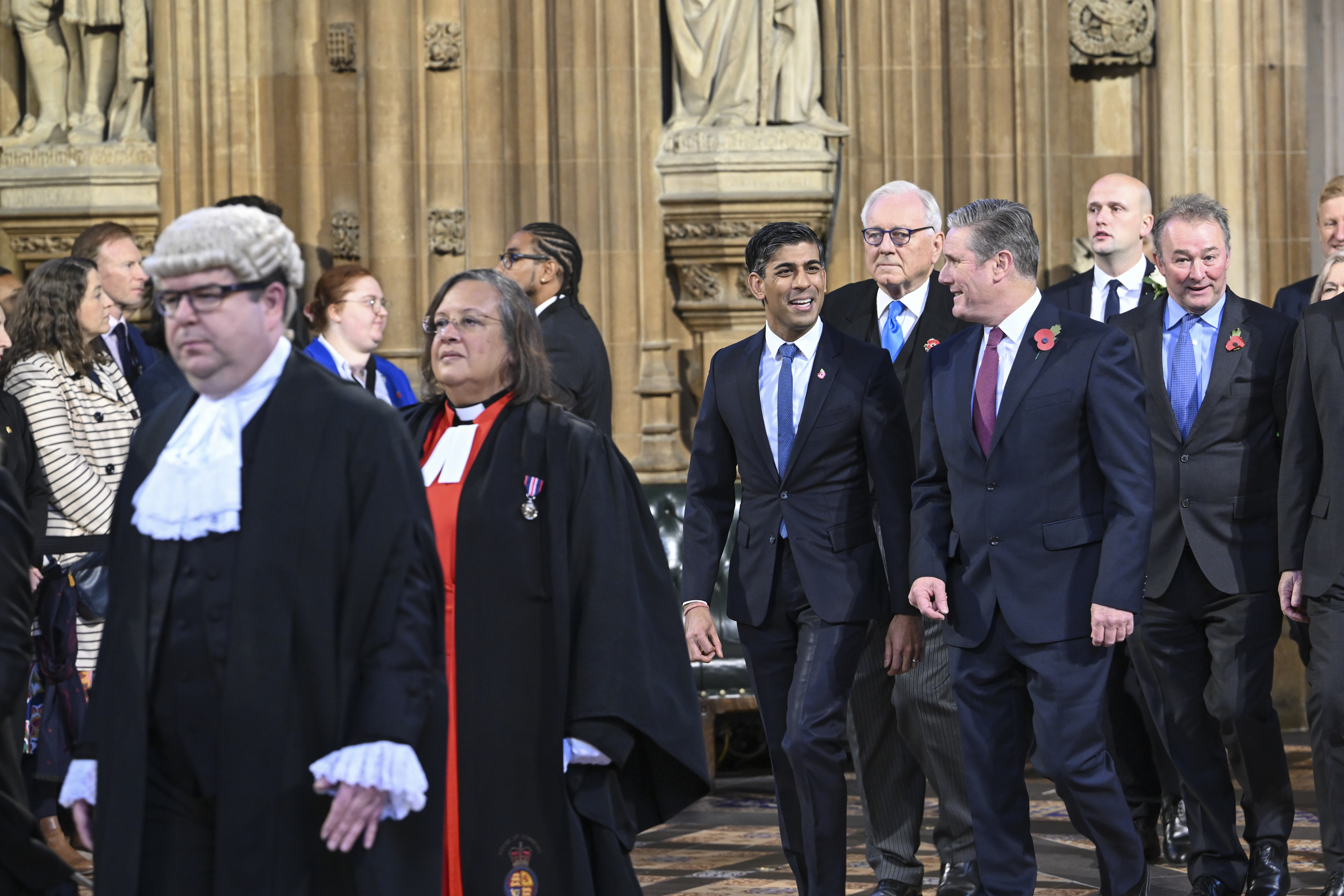
Le Premier ministre britannique Rishi Sunak et le chef de l'opposition officielle Keir Starmer au palais de Westminster, en 2023.

Dans le système anglo-saxon, en particulier dans le système de Westminster, l'opposition officielle est constituée par le premier parti d'opposition au parlement. Le chef de l'opposition officielle dirige le cabinet fantôme.
Dans les royaumes du Commonwealth, l'opposition est souvent désignée sous le terme d'« opposition loyale de Sa Majesté » (His/Her Majesty's Loyal Opposition), « loyale » signifiant ici que si ses membres critiquent le gouvernement en place, ils ne remettent pas en cause sa légitimité.

### Canada
Le système parlementaire canadien est basé sur le modèle britannique, reprenant un grand nombre de ses caractéristiques, notamment les relations entre majorité et opposition au parlement.

### France
Dans les années 1960, la France a connu la mise en place d'un contre-gouvernement, organisé selon la même idée que les cabinets fantômes britanniques. Celui-ci était dirigé par François Mitterrand (CIR), principal opposant politique du président Charles de Gaulle.

## Opposition extra-parlementaire

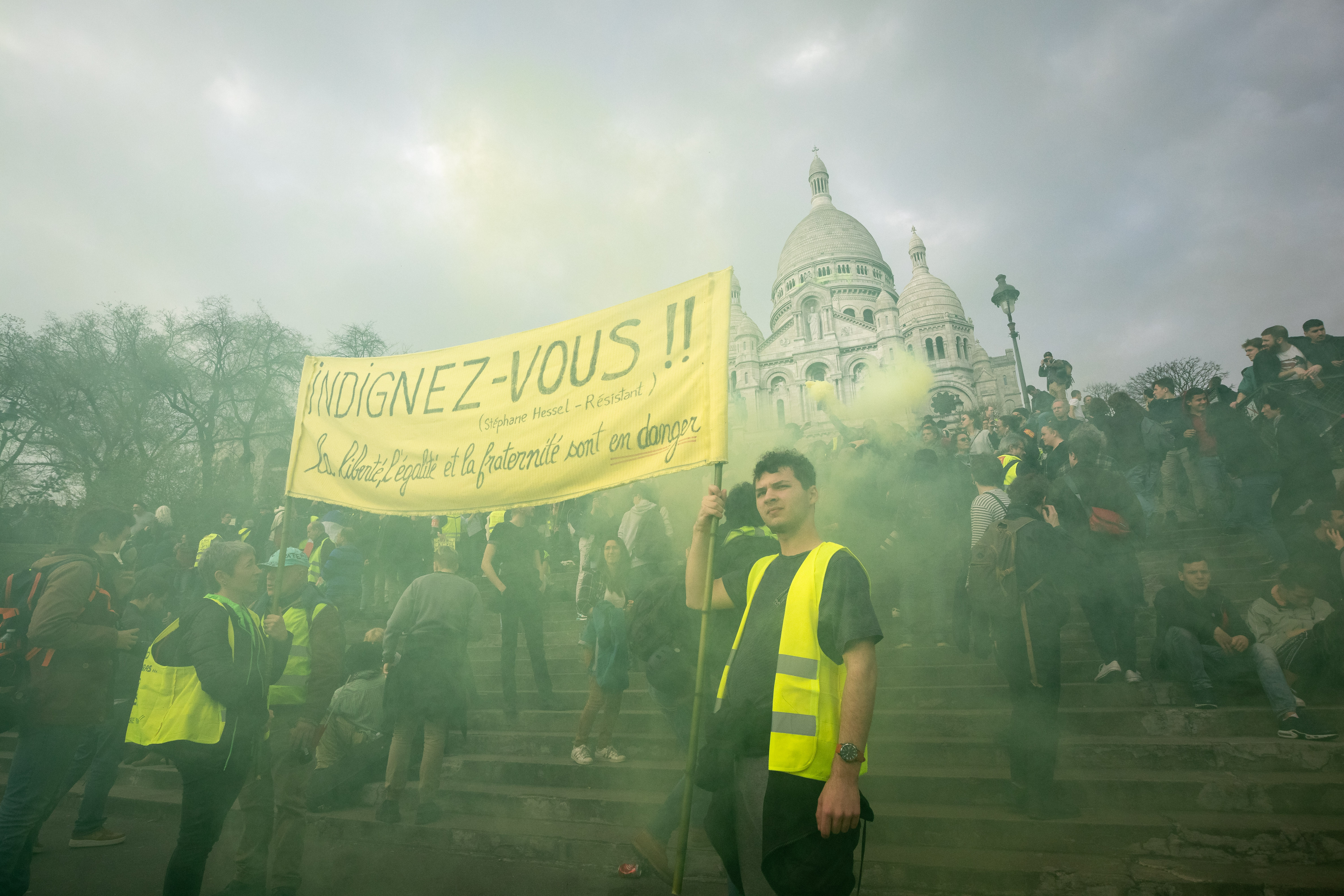
Manifestation d'opposants politiques durant le mouvement des Gilets jaunes en France.

L'opposition extra-parlementaire est une opposition qui n'a pas de représentants au parlement et de porte-paroles formellement définis.